# Klekotyna
Klekotyna (ukrainisch Клекотина; russisch Клекотина Klekotina) ist ein Dorf in der ukrainischen Oblast Winnyzja mit etwa 3800 Einwohnern (2001).

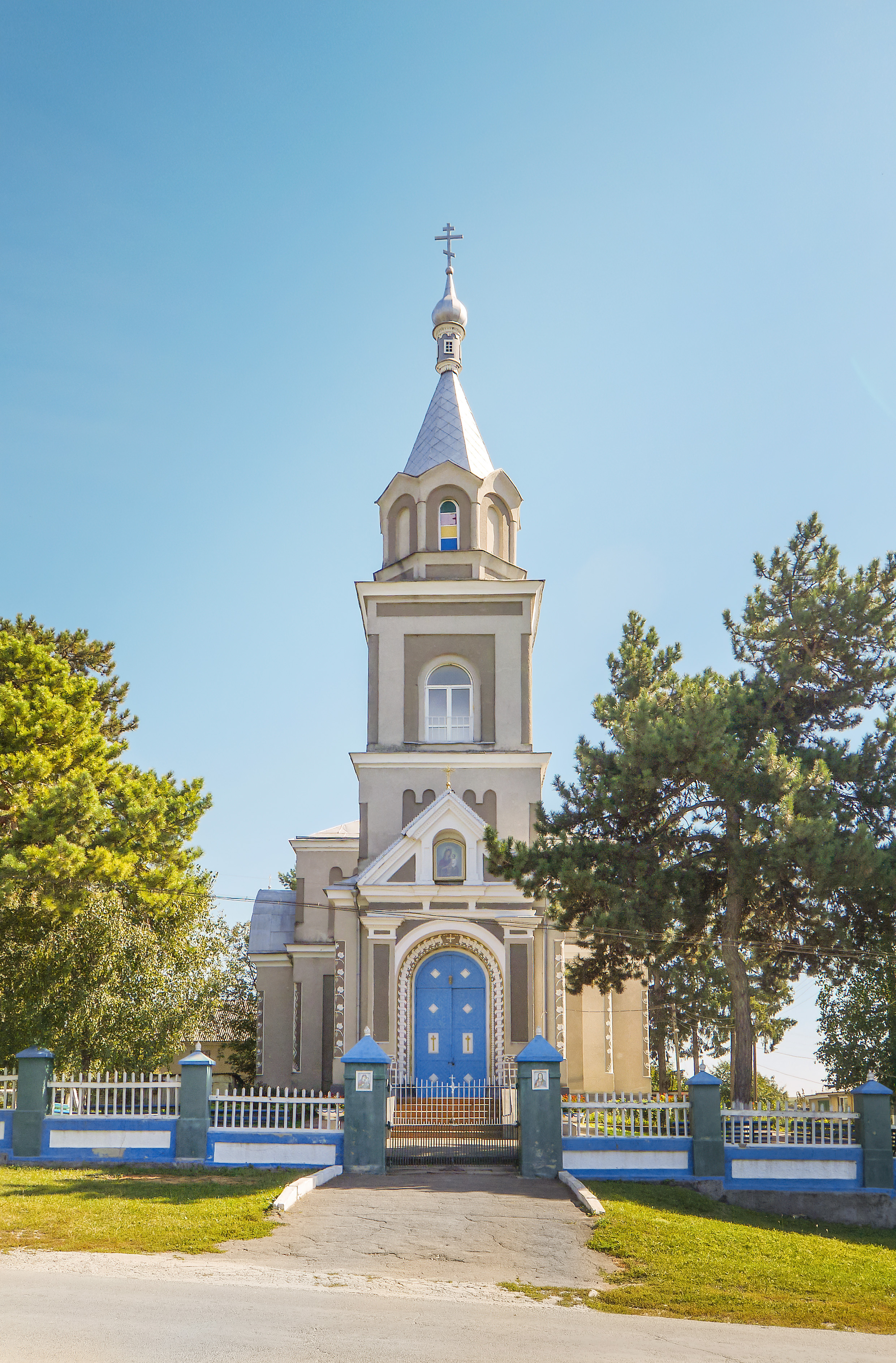
Kirche im Ort

Das im 14. Jahrhundert gegründete Dorf mit 14,121 km² Fläche liegt auf 285 m Höhe am Ufer der Murafa etwa 15 km östlich vom ehemaligen Rajonzentrum Scharhorod und etwa 70 km südlich vom Oblastzentrum Winnyzja. Durch das Dorf verläuft die Territorialstraße T–02–30.
Am 13. November 2016 wurde das Dorf ein Teil der neugegründeten Landgemeinde Murafa, bis dahin bildete es die gleichnamige Landratsgemeinde Klekotyna (Клекотинська сільська рада/Klekotynska silska rada) im Norden des Rajons Scharhorod.
Am 17. Juli 2020 kam es im Zuge einer großen Rajonsreform zum Anschluss des Rajonsgebietes an den Rajon Schmerynka.